# Lays da Silva
Lays da Silva (Americana, 11 de setembro de  1998) é uma basquetebolista profissional brasileira que atua como Ala-armador.
Lays fez parte do elenco da Seleção Brasileira de Basquetebol Feminino no Pan de Lima de 2019, em Lima.